# Hemorràgia digestiva alta
L'hemorràgia digestiva alta (EDA) és l'hemorràgia gastrointestinal al tracte gastrointestinal superior, comunament definit com l'hemorràgia que sorgeix de l'esòfag, l'estómac o el duodè. La sang es pot observar en vòmits o en forma alterada com a femta negra. Depenent de la quantitat de pèrdua de sang, els símptomes poden incloure xoc.
El sagnat gastrointestinal superior pot ser causat per úlceres pèptiques, erosions gàstriques, varius esofàgiques i causes més rares com el càncer gàstric. La valoració inicial inclou la mesura de la pressió arterial i la freqüència cardíaca, així com anàlisi de sang per determinar l'hemoglobina.
El sagnat gastrointestinal superior significatiu es considera una emergència mèdica. Es pot requerir la reposició de líquids, així com la transfusió de sang. Es recomana l'endoscòpia en 24 hores i el sagnat es pot aturar mitjançant diverses tècniques. Sovint s'utilitzen inhibidors de la bomba de protons. L'àcid tranexàmic també pot ser útil. Es poden utilitzar procediments (com ara la DPIT per a l'hemorràgia per varices). L'hemorràgia recurrent o refractària pot provocar la necessitat d'una cirurgia, tot i que això s'ha tornat poc freqüent com a resultat d'un millor tractament endoscòpic i mèdic.
L'hemorràgia digestiva alta afecta entre 50 i 150 persones per cada 100.000 a l'any. Representa més del 50% dels casos d'hemorràgia gastrointestinal. Depenent de la seva gravetat, comporta un risc de mortalitat estimat de l'11%.